# Hakim Ziyech
Hakim Ziyech (født 19. marts 1993 i Dronten, Holland) er en hollandsk/marokkansk fodboldspiller (offensiv midtbane). Han spiller for Süper Lig-klubben Galatasaray.

## Klubkarriere
Ziyech spillede størstedelen af sine ungdomsår hos Heerenveen, og blev i 2012 en del af klubbens seniortrup. Han debuterede for holdet 2. august samme år i en Europa League-kamp mod Rapid Bukarest. Den 18. august 2014 skiftede han til den hollandske fodboldklub FC Twente i Enschede.[kilde mangler]
Efter to år i Twente, hvor Ziyech havde været fast mand på klubbens midtbane, blev han i sommeren 2016 solgt til Amsterdam-storklubben AFC Ajax for en pris på 11 millioner euro. I klubben har han kontrakt indtil den 30. juni 2022.[kilde mangler]

## Landshold
Som hollandsk født af marokkanske forældre havde Ziyech mulighed for at repræsentere både det hollandske og det marokkanske landshold. Han spillede i sine ungdomsår for flere hollandske ungdomslandshold, blandt andet tre kampe for landets U/21-landshold. På seniorplan valgte han imidlertid at tørne ud for Marokko, som han debuterede for 9. oktober 2015 i en venskabskamp mod Elfenbenskysten. Han var en del af den marokkanske trup til VM 2018 i Rusland og VM 2022 i Qatar.